# Хаманн, Дитмар
Ди́тмар Йо́ханн Во́льфганг Ха́манн (нем. Dietmar Johann Wolfgang Hamann; 27 августа 1973, Вальдзассен, Бавария) — немецкий футболист, опорный полузащитник, тренер. Больше всего известен своими выступлениями за «Ливерпуль», с которым в 2005 году Дитмар выиграл Лигу чемпионов.

## Клубная карьера
Начинавший свою карьеру в мюнхенской «Баварии» Хаманн в 1998 году перешёл в «Ньюкасл Юнайтед», с которым дошёл до финала Кубка Англии, но уже всего через год перебрался в «Ливерпуль». В мерсисайдском клубе Дитмар начал играть «глубже», уделяя основное внимание оборонительным функциям, и стал важнейшим звеном той модели игры, которую прививал команде тогдашний наставник «Ливерпуля» Жерар Улье. Обладающий отличным пасом Хаманн не участвовал в завершении атак, однако нередко начинал их. С именем Хаманна связаны основные успехи команды Улье, а затем и Бенитеса — триумф 2001 года в Кубке Лиги, Кубке Англии и Кубке УЕФА, победа в Кубке Лиги 2003 года, в Лиге чемпионов в 2005 году, а также в Кубке Англии в 2006.

## Международная карьера
Дитмар Хаманн стал первым игроком «Ливерпуля» со времён Роджера Ханта, принявшим участие в финале чемпионата мира, когда вышел на поле в матче против Бразилии на чемпионате мира 2002 года. Роджер Хант сыграл в финальном матче этого турнира в 1966 году. Хаманн дважды принимал участие в Чемпионатах мира (в 1998 и 2002 годах) и дважды в Чемпионатах Европы (в 2000 и 2004 годах).
В 2000 году Дитмар точным ударом с 26 метров поразил ворота сборной Англии. Этот гол стал последним на старом стадионе Уэмбли и принёс сборной Германии важную победу в отборочном матче к Чемпионату мира в Японии и Корее. В 2005 году забил пенальти в финальном матче Лиги чемпионов между Миланом и Ливерпулем, несмотря на сильную боль в ноге (после матча выяснилось, что у него перелом ноги).
В 2006 году Хаманн решил завершить международную карьеру после того, как оказался вне списка игроков, заявленных к участию в чемпионате мира.

## Семья
У Дитмара две дочери — Луна и Кьяра.

## Интересные факты
- Дитмар Хаманн стал последним игроком, который забил гол на стадионе Уэмбли до его реконструкции, когда 7 октября 2000 он принёс победу сборной Германии над англичанами со счётом 1:0. Впоследствии болельщики сборной Германии и «Ливерпуля» активно участвовали в интернет-голосовании, целью которого ставилось дать название мосту[англ.], который будет вести к новому Уэмбли. Одним из вариантов был Dietmar Hamann Bridge (с англ. — «Мост Дитмара Хаманна»), который и выиграл голосование, однако мосту присвоили название White-Horse-Bridge (с англ. — «Мост Белой лошади») в честь лошади Билли, которая стала символом финала Кубка Англии 1923 года.
- Выступая за «Ливерпуль», он получил прозвище Кайзер, которое подчёркивало его значимость для клуба.
- Хаманн интересуется крикетом, хотя и никогда не играл в эту игру.
- Финал Лиги чемпионов УЕФА 2004/05 он доигрывал с серьёзным переломом ноги, но в серии пенальти всё же реализовал успешно свою попытку.

## Достижения
Бавария
- Чемпион Германии (1994, 1997)
- Обладатель Кубка УЕФА (1996)
- Обладатель Кубка Лиги (1997)
- Обладатель Кубка Германии (1998)

Ливерпуль
- Обладатель Кубка УЕФА (2001)
- Обладатель Кубка Лиги (2001, 2003)
- Финалист Кубка Лиги (2005)
- Обладатель Кубка чемпионов (2005)
- Обладатель Кубка Англии (2001, 2006)
- Обладатель Суперкубка Англии (2001)
- Финалист Суперкубка Англии (2002)
- Обладатель Суперкубка УЕФА (2001, 2005)
- Финалист чемпионата мира среди клубов (2005)

Ньюкасл
- Финалист Кубка Англии (1999)

Сборная Германии
- Финалист чемпионата мира (2002)

## Статистика
| Клуб            | Сезон   | Премьер-Лига | Премьер-Лига | Кубок Англии   | Кубок Англии   | Кубок Лиги | Кубок Лиги | Европа | Европа | Остальные | Остальные | Всего | Всего |
| Клуб            | Сезон   | Игры         | Голы         | Игры           | Голы           | Игры       | Голы       | Игры   | Голы   | Игры      | Голы      | Игры  | Голы  |
| --------------- | ------- | ------------ | ------------ | -------------- | -------------- | ---------- | ---------- | ------ | ------ | --------- | --------- | ----- | ----- |
| Манчестер Сити  | 2006/07 | 16           | 0            | 2              | 0              | 1          | 0          | 0      | 0      | 0         | 0         | 19    | 0     |
| Ливерпуль       | 2005/06 | 17           | 0            | 2              | 0              | 1          | 0          | 11     | 0      | 1         | 0         | 32    | 0     |
| Ливерпуль       | 2004/05 | 30           | 0            | 0              | 0              | 3          | 0          | 10     | 1      | 0         | 0         | 43    | 1     |
| Ливерпуль       | 2003/04 | 25           | 2            | 4              | 0              | 1          | 0          | 5      | 1      | 0         | 0         | 35    | 3     |
| Ливерпуль       | 2002/03 | 30           | 2            | 1              | 0              | 1          | 0          | 9      | 0      | 1         | 0         | 42    | 2     |
| Ливерпуль       | 2001/02 | 31           | 1            | 2              | 0              | 1          | 0          | 13     | 0      | 1         | 0         | 48    | 1     |
| Ливерпуль       | 2000/01 | 30           | 2            | 5              | 1              | 5          | 0          | 13     | 0      | 0         | 0         | 53    | 3     |
| Ливерпуль       | 1999/00 | 28           | 1            | 2              | 0              | 0          | 0          | 0      | 0      | 0         | 0         | 30    | 1     |
| Ньюкасл Юнайтед | 1998/99 | 23           | 4            | 7              | 1              | 1          | 0          | 0      | 0      | 0         | 0         | 31    | 5     |
| Клуб            | Сезона  | Бундеслига   | Бундеслига   | Кубок Германии | Кубок Германии | Кубок Лиги | Кубок Лиги | Европа | Европа | Остальные | Остальные | Всего | Всего |
| Клуб            | Сезона  | Игры         | Голы         | Игры           | Голы           | Игры       | Голы       | Игры   | Голы   | Игры      | Голы      | Игры  | Голы  |
| Бавария         | 1997/98 | 28           | 2            | 5              | 3              | 2          | 0          | 8      | 1      | 0         | 0         | 41    | 6     |
| Бавария         | 1996/97 | 23           | 1            | 4              | 0              | -          | -          | 2      | 0      | 0         | 0         | 30    | 1     |
| Бавария         | 1995/96 | 20           | 2            | 2              | 0              | -          | -          | 7      | 0      | 0         | 0         | 29    | 2     |
| Бавария         | 1994/95 | 30           | 0            | 1              | 0              | -          | -          | 6      | 0      | 0         | 0         | 37    | 0     |
| Бавария         | 1993/94 | 5            | 1            | 0              | 0              | -          | -          | 0      | 0      | 1         | 0         | 6     | 1     |
| Total           |         | 336          | 18           | 37             | 5              | 16         | 0          | 83     | 3      | 4         | 0         | 476   | 26    |